# Tramvajová doprava v Segedíně

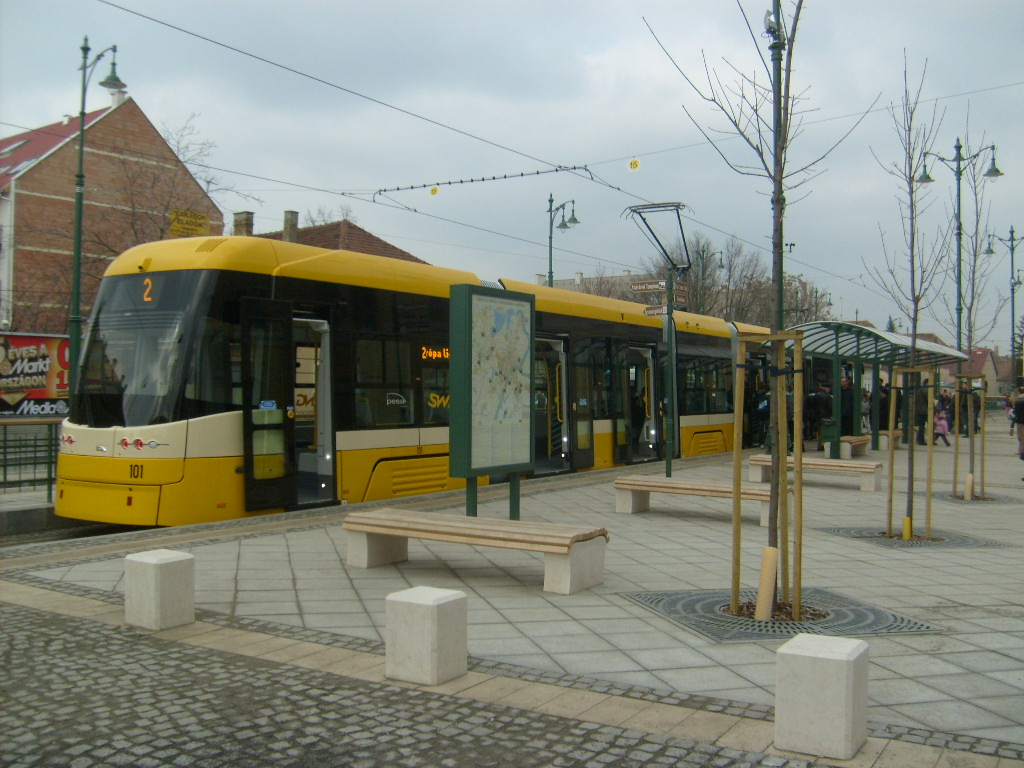
Segedínská tramvaj typu PESA

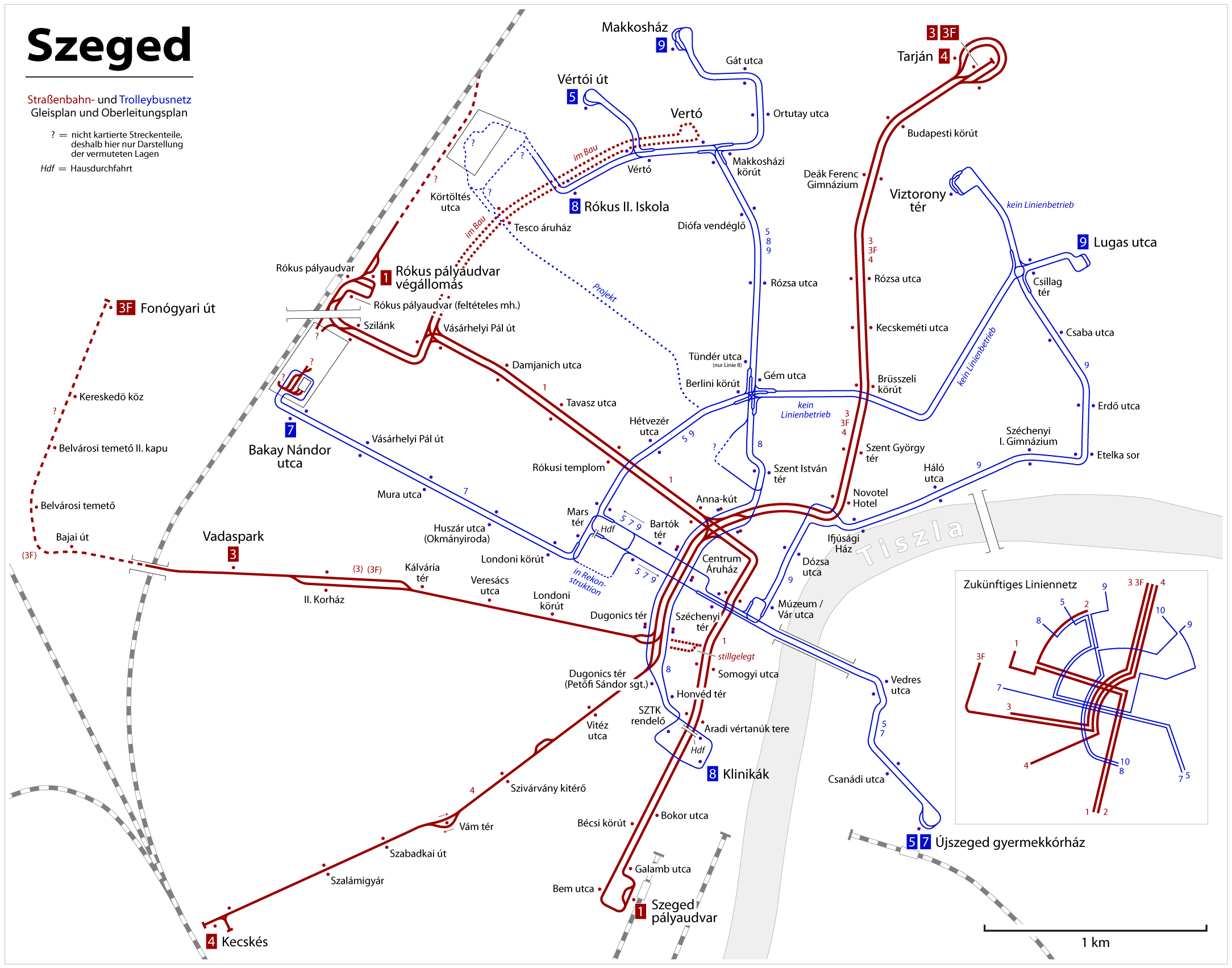
Schéma trolejbusové (modře) a tramvajové (červeně) sítě v Segedíně

Tramvajová doprava se nachází i v maďarském Segedíně. Jedná se o malou síť, kterou doplňují trolejbusy a autobusy. Tramvaje obsluhují severní a jihozápadní část města, provozovatelem sítě je společnost SzKT, městský dopravní podnik. 

## Historie
Stejně jako v jiných městech Evropy, i v Segedíně jezdily jako první omnibusy. Ty vystřídala od 1. července 1884 koňka, která více vyhovovala potřebám rostoucího města. Zániku omnibusů však též pomohla i velká povodeň, která je na konci 70. let 19. století ochromila. 
1. října 1908 přišla na scénu též i tramvaj elektrická. Kromě normální přepravy cestujících, a to ještě v té době i za relativně drahé jízdné, fungovala až do roku 1971 též i nákladní tramvajová doprava. Dobře se rozvíjejícímu tramvajovému provozu uštědřila ale ránu první světová válka; některé tratě byly zrušeny a počet cestujících využívajících elektrickou dráhu poklesl. O dalších 20 let později druhá světová válka sice také donutila přerušit tramvajový provoz; škody na infrastruktuře však nebyly takové, jako za války první. Okamžitě po ukončení bojů byl provoz obnoven.
V roce 1950 došlo k změně dopravce; toho původního od 14. dubna 1950 vystřídala Segedínská společnost pouliční dráhy (Szegedi Villamos Vasút Vállalat), která od roku 1955 pak používala název Segedínská dopravní společnost (Szegedi Közlekedési Vállalat), současný název je Segedínská dopravní (Szegedi Közlekedési). Od této doby též začaly tramvajovou dopravu doplňovat i autobusy. Do provozu byly postupně zařazeny také tramvajové vozy typu FVV, několikačlánkové tramvaje vyrobené v Budapešti. Protože vozový park začal ke konci 20. století stárnout, pořídilo město ojeté, ale modernizované československé tramvaje typů Tatra T6A2 a Tatra KT4 z provozů na východě Německa.
Dne 3. března 2012 byla v Segedíně zprovozněna nová trať o délce 1,85 km, která vede z křižovatky ulic Kossuth Lajos sugárút × Vásárhelyi Pál utca × Rókusi körút (poblíž železničního nádraží) bulvárem Rókusi körút na dvojkolejnou smyčku Európa liget. V souvislosti s tím dopravce zakoupil devět nízkopodlažních tramvají PESA 120Nb Swing.